# Salvelinus fontinalis
Il salmerino di fonte [Salvelinus fontinalis (Mitchill, 1814)], conosciuto anche come salmerino di fontana, è un pesce appartenente alla famiglia Salmonidae.

## Distribuzione e habitat
Questo salmonide è originario delle acque fredde e temperate del Nordamerica, principalmente lungo le coste atlantiche canadesi, ma, essendo anadromo, è diffuso anche nei grandi laghi, nonché nel bacino del Mississippi, fin oltre la sua foce. 

Verso la fine del XIX secolo è stato inserito nelle acque d'Europa per la pesca, spesso con risultati dannosi per gli ecosistemi autoctoni. 

In Italia è presente nelle acque alpine, fluviali e lacustri di Valle d'Aosta, Piemonte, Lombardia, Trentino, Friuli e Alto Adige. Solo in alcuni laghi e torrenti si è ben acclimatato, tanto da costituirne la specie principale.
Nei fiumi alpini dove ha trovato un habitat congeniale popola le acque dei torrenti posti nella fascia altimetrica più alta, in acque che mantengono una temperatura molto bassa durante tutto l'anno (fascia superiore della zona dei salmonidi); si adatta anche ai laghi alpini molto freddi.
È resistentissimo alle basse temperature, tanto da popolare perfino i laghetti formati dalle acque dei ghiacciai. 

In Nordamerica alcune popolazioni vivono in mare ed hanno sviluppato abitudini anadrome.

## Descrizione
Il salmerino di fonte presenta la forma tipica dei salmonidi: il corpo è allungato, ma muscoloso, adatto ad acque turbolente ed a movimenti veloci. La testa è allungata, con mascelle forti e sviluppate in ampiezza. Il dorso risulta appena incurvato, sulla cui cima si innesta la corta ma robusta dorsale. La pinna caudale è ampia e a delta. 

La livrea è varia, ma definita, caratterizzata da un fondo verdastro fittamente marezzato da macchie circolari gialle, che sul dorso sono unite tra loro. La linea laterale è ben visibile ed al di sotto di essa sono presenti anche numerose macchie rosso carminio.
La pinna dorsale, così come l'adiposa e la caudale, è verde macchiata di giallo; le pie pettorali, l'anale e le ventrali sono rossastre orlate di bianco e di nero. 

Raggiunge dimensioni considerevoli per un pesce di fiume europeo: fino a 80 cm per 9–10 kg di peso.

## Ibridi

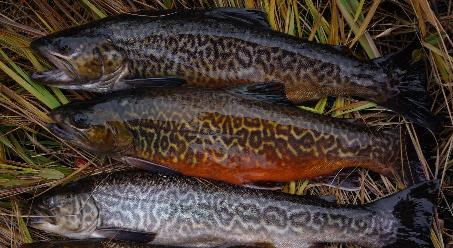
Tre esemplari di Trota tigre

Può capitare che si incroci con la trota fario, ottenendo ibridi chiamati "trota tigre" per la loro livrea verde striata di giallo.

## Alimentazione

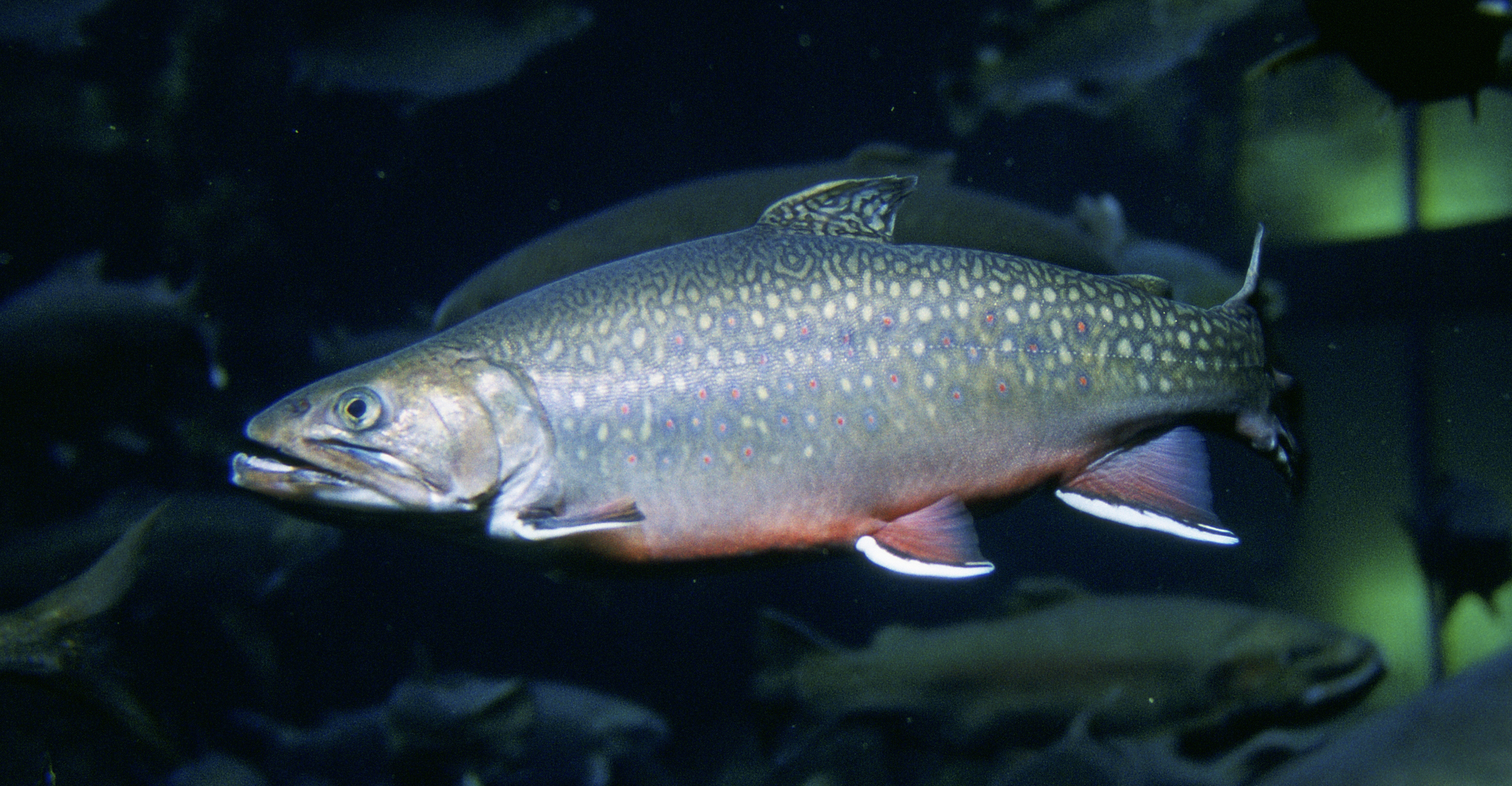
Un salmerino di fontana in acque americane

È un vorace carnivoro e si nutre pressoché di ogni piccola creatura che gli capiti a tiro: piccoli mammiferi, anfibi, pesci, crostacei, insetti ed altri invertebrati.

## Pesca
Il salmerino di fontana è una preda molto ambita dai pescatori, sia per la qualità delle carni sia per l'alto valore commerciale.
La pesca sportiva avviene con le stesse modalità della pesca alla trota: le tecniche più praticate sono la pesca a mosca, lo spinning e la pesca al tocco.

Le carni sono assai apprezzate, al pari di quelle della trota.

## Altri utilizzi
È utilizzato anche come cavia da laboratorio.